# Eastborough
Eastborough est une ville américaine située dans le comté de Sedgwick dans l’État du Kansas. Elle est enclavée dans Wichita, la plus grande ville de l'État.